# Вест-Юніті (Огайо)
Вест-Юніті (англ. West Unity) — селище (англ. village) в США, в окрузі Вільямс штату Огайо. Населення — 1763 особи (2020).

## Географія
Вест-Юніті розташований за координатами 41°35′8″ пн. ш. 84°26′4″ зх. д. / 41.58556° пн. ш. 84.43444° зх. д. (41.585619, -84.434545).  За даними Бюро перепису населення США в 2010 році селище мало площу 3,04 км², уся площа — суходіл. В 2017 році площа становила 3,93 км², з яких 3,93 км² — суходіл та 0,00 км² — водойми.

## Демографія
Згідно з переписом 2010 року, у селищі мешкала 1671 особа в 699 домогосподарствах у складі 447 родин. Густота населення становила 549 осіб/км².  Було 798 помешкань (262/км²).
Расовий склад населення:
| - 95,9 % — білих - 0,6 % — азіатів - 0,5 % — чорних або афроамериканців - 0,2 % — корінних американців - 1,3 % — осіб інших рас |

До двох чи більше рас належало 1,4 %. Частка іспаномовних становила 3,7 % від усіх жителів.
За віковим діапазоном населення розподілялося таким чином: 27,0 % — особи молодші 18 років, 60,0 % — особи у віці 18—64 років, 13,0 % — особи у віці 65 років та старші. Медіана віку мешканця становила 36,3 року. На 100 осіб жіночої статі у селищі припадало 93,2 чоловіків;  на 100 жінок у віці від 18 років та старших — 90,6 чоловіків також старших 18 років.
Середній дохід на одне домашнє господарство  становив 44 318 доларів США (медіана — 36 176), а середній дохід на одну сім'ю — 51 315 доларів (медіана — 42 188). Медіана доходів становила 40 061 долар для чоловіків та 27 292 долари для жінок. За межею бідності перебувало 14,4 % осіб, у тому числі 13,1 % дітей у віці до 18 років та 10,1 % осіб у віці 65 років та старших.
Цивільне працевлаштоване населення становило 839 осіб. Основні галузі зайнятості: виробництво — 36,9 %, освіта, охорона здоров'я та соціальна допомога — 19,2 %, роздрібна торгівля — 14,5 %.